# 比安卡维拉
比安卡维拉（義大利語：Biancavilla）是意大利西西里大区卡塔尼亞廣域市的一个市镇。总面积70平方公里，人口23787人，人口密度339.8人/平方公里（2009年）。ISTAT代码为087008。